# Eduard Lewandowski
Eduard Voldemarovich Lewandowski (Krasnotur'insk, 7 settembre 1980) è un hockeista su ghiaccio tedesco.

## Carriera
La sua carriera è iniziata nella stagione 1997/98 con l'EC Wilhelmshaven-Stickhausen. Nell'annata 2001/02 è approdato in DEL con l'Eisbären Berlin. Dalla stagione 2002/03 al 2005/06 ha indossato la maglia del Kölner Haie e per due altri anni (2007/08 e 2008/09) quella dell'Adler Mannheim.
In seguito si è trasferito in KHL, vestendo le maglie di HK Spartak Mosca (2008-2010, 2012/13), Neftechimik Nižnekamsk (2009/10, 2012/13), Atlant Mytišči (2010-2012) e Avtomobilist Ekaterinburg (2013-2015).
Nel 2015 ha firmato un contratto con il Düsseldorfer EG.